# Милош Никола
Милош Никола е албански писател от сръбски произход. Пише на сръбски, руски и албански.